# Глебовское сельское поселение (Ярославская область)
Глебовское сельское поселение — сельское поселение в Рыбинском районе Ярославской области. 
Административный центр — село Глебово.

## География
Глебовское сельское поселение расположено в западной части Рыбинского района. На востоке оно граничит с Судоверфским сельским поселением, на юге с Покровским сельским поселением и посёлком Тихменево, образующим отдельное сельское поселение из одного посёлка. В бытовом плане Тихменево является важным центром для близлежащих населённых пунктов поселения. На севере и западе поселение ограничено водами Рыбинского водохранилища. Характер северного и западного побережья различен. В северной части воды водохранилища разлились особенно далеко и противоположный берег скрыт за линией горизонта, берег невысокий, местность заболочена из-за подпора вод водохранилища. К западу водохранилище сужается, обозначается русло реки, берег вверх по течению, к югу повышается, образуя высокий обрыв. С западной стороны от поселения на противоположном левом берегу Волги находится Некоузский район, но автомобильная связь с этим районом появилась только в 2012 году благодаря устройству паромной переправы в селе Глебово.
В направлении восток-запад территорию поселения пересекает железная дорога Рыбинск-Сонково. На территории поселения находится железнодорожная станция Кобостово. Автомобильный транспорт до недавнего времени имел на территории поселения только одну асфальтированную дорогу, шедшую из Рыбинска на запад до Глебова и поворачивающую там на север до Легково, расположенного на берегу водохранилища. В настоящее время проложена дорога от Николо-Кормы через Глебово до строящегося в районе Коприно гелиопарка. Эта дорога использует участок старой дороги от Глебова до Легково.

## История
Глебовское сельское поселение образовано 1 января 2005 года в соответствии с законом Ярославской области № 65-з от 21 декабря 2004 года «О наименованиях, границах и статусе муниципальных образований Ярославской области», границы сельского поселения установлены в административных границах Глебовского и Погорельского сельских округов.

## Население
| 2007  | 2010  | 2011  | 2012  | 2013  | 2014  | 2015  |
| ----- | ----- | ----- | ----- | ----- | ----- | ----- |
| 1418  | ↘1213 | ↘1212 | ↗1265 | ↗1321 | ↗1377 | ↗1414 |
| 2016  | 2017  | 2018  | 2019  | 2020  | 2021  |       |
| ↗1441 | ↗1454 | ↘1439 | ↘1423 | ↗1451 | ↘1335 |       |

## Состав сельского поселения
В состав сельского поселения входят 94 населённых пункта. 
| №  | Населённый пункт | Тип населённого пункта              | Население | Сельский округ |
| -- | ---------------- | ----------------------------------- | --------- | -------------- |
| 1  | Бабурино         | деревня                             | ↘2        | Глебовский     |
| 2  | Бараново         | деревня                             | ↘0        | Погорельский   |
| 3  | Барбино          | деревня                             | ↘6        | Погорельский   |
| 4  | Беглецово        | деревня                             | ↘2        | Глебовский     |
| 5  | Березники        | деревня                             | ↘3        | Глебовский     |
| 6  | Большая Белева   | деревня                             | ↘89       | Глебовский     |
| 7  | Большое Займище  | деревня                             | ↘2        | Погорельский   |
| 8  | Большое Сёмино   | деревня                             | ↘16       | Погорельский   |
| 9  | Будихино         | деревня                             | ↗11       | Глебовский     |
| 10 | Василево         | деревня                             | ↗3        | Глебовский     |
| 11 | Гальчино         | деревня                             | →3        | Погорельский   |
| 12 | Глебово          | село, административный центр        | ↘423      | Глебовский     |
| 13 | Головино         | деревня                             | ↘9        | Глебовский     |
| 14 | Горели           | деревня                             | ↘3        | Погорельский   |
| 15 | Горки            | деревня                             | ↗7        | Глебовский     |
| 16 | Горохово         | деревня                             | ↘6        | Глебовский     |
| 17 | Гришино          | деревня                             | ↘4        | Погорельский   |
| 18 | Добрино          | деревня                             | ↗4        | Глебовский     |
| 19 | Дорогушино       | деревня                             | →0        | Погорельский   |
| 20 | Драчево          | деревня                             | ↗7        | Глебовский     |
| 21 | Дуброво          | деревня                             | →0        | Погорельский   |
| 22 | Ефремцево        | деревня                             | ↘6        | Глебовский     |
| 23 | Заболотье        | деревня                             | ↘1        | Глебовский     |
| 24 | Заднево          | деревня                             | ↘0        | Глебовский     |
| 25 | Заречье          | деревня                             | →0        | Погорельский   |
| 26 | Захарино         | деревня                             | ↗5        | Глебовский     |
| 27 | Ивановское       | село                                | ↘30       | Глебовский     |
| 28 | Истомино         | деревня                             | ↘2        | Погорельский   |
| 29 | Кабатово         | деревня                             | ↘4        | Глебовский     |
| 30 | Калита           | деревня                             | ↘17       | Погорельский   |
| 31 | Карелино         | деревня                             | →2        | Глебовский     |
| 32 | Кобостово        | посёлок при железнодорожной станции | ↘49       | Глебовский     |
| 33 | Ковыкино         | деревня                             | →1        | Глебовский     |
| 34 | Ковыкино         | деревня                             | ↗6        | Глебовский     |
| 35 | Коровниково      | деревня                             | ↗4        | Погорельский   |
| 36 | Коткино          | деревня                             | ↘2        | Глебовский     |
| 37 | Крячково         | деревня                             | ↘6        | Глебовский     |
| 38 | Кудрино          | деревня                             | →4        | Глебовский     |
| 39 | Лаврентьево      | деревня                             | ↗6        | Глебовский     |
| 40 | Ларионово        | деревня                             | ↘10       | Погорельский   |
| 41 | Легково          | деревня                             | →6        | Погорельский   |
| 42 | Лисино           | деревня                             | →0        | Погорельский   |
| 43 | Лютново          | деревня                             | ↗2        | Погорельский   |
| 44 | Малая Белева     | деревня                             | ↘10       | Глебовский     |
| 45 | Малое Займище    | деревня                             | →0        | Погорельский   |
| 46 | Малое Сёмино     | деревня                             | ↘1        | Погорельский   |
| 47 | Мартынцево       | деревня                             | →5        | Глебовский     |
| 48 | Мартьяново       | деревня                             | →0        | Погорельский   |
| 49 | Мархачево        | деревня                             | ↘16       | Глебовский     |
| 50 | Минино           | деревня                             | ↘4        | Погорельский   |
| 51 | Могильца         | деревня                             | ↘6        | Погорельский   |
| 52 | Мостово          | деревня                             | ↘1        | Глебовский     |
| 53 | Мухино           | деревня                             | ↘3        | Погорельский   |
| 54 | Новинки          | деревня                             | ↗8        | Глебовский     |
| 55 | Обухово          | деревня                             | ↘0        | Погорельский   |
| 56 | Овинчища         | деревня                             | ↘0        | Погорельский   |
| 57 | Окатово          | деревня                             | ↘0        | Глебовский     |
| 58 | Ольшаки          | деревня                             | ↘0        | Глебовский     |
| 59 | Осники           | деревня                             | ↘0        | Глебовский     |
| 60 | Осорино          | деревня                             | ↗11       | Глебовский     |
| 61 | Палкино          | деревня                             | →5        | Погорельский   |
| 62 | Петраково        | деревня                             | →0        | Погорельский   |
| 63 | Петрицево        | деревня                             | →3        | Глебовский     |
| 64 | Петрицево        | деревня                             | ↗7        | Погорельский   |
| 65 | Плоское          | деревня                             | →0        | Погорельский   |
| 66 | Погорелка        | деревня                             | ↘0        | Глебовский     |
| 67 | Погорелка        | село                                | ↘281      | Погорельский   |
| 68 | Подвиталово      | деревня                             | ↘4        | Глебовский     |
| 69 | Подольское       | деревня                             | →0        | Погорельский   |
| 70 | Подорожная       | деревня                             | ↘5        | Глебовский     |
| 71 | Пономарицы       | деревня                             | ↘5        | Глебовский     |
| 72 | Починок          | деревня                             | ↘2        | Глебовский     |
| 73 | Починок          | деревня                             | →0        | Глебовский     |
| 74 | Починок          | деревня                             | ↗17       | Погорельский   |
| 75 | Раздумово        | село                                | →12       | Глебовский     |
| 76 | Раменье          | деревня                             | →2        | Глебовский     |
| 77 | Санино           | деревня                             | →0        | Погорельский   |
| 78 | Селехово         | деревня                             | ↗5        | Глебовский     |
| 79 | Селиваново       | деревня                             | ↘4        | Глебовский     |
| 80 | Стригино         | деревня                             | →4        | Погорельский   |
| 81 | Тверево          | деревня                             | ↘3        | Глебовский     |
| 82 | Тебениха         | деревня                             | ↘10       | Погорельский   |
| 83 | Текунино         | деревня                             | ↘0        | Глебовский     |
| 84 | Терентьевская    | деревня                             | →0        | Глебовский     |
| 85 | Торхово          | деревня                             | →0        | Глебовский     |
| 86 | Угольница        | деревня                             | ↗3        | Погорельский   |
| 87 | Усково           | деревня                             | ↘0        | Погорельский   |
| 88 | Хомяково         | деревня                             | ↘0        | Глебовский     |
| 89 | Чудиново         | деревня                             | ↗3        | Глебовский     |
| 90 | Шилово           | деревня                             | →0        | Погорельский   |
| 91 | Щепетники        | деревня                             | ↘1        | Глебовский     |
| 92 | Юрино            | деревня                             | →0        | Глебовский     |
| 93 | Ягодино          | деревня                             | ↗5        | Погорельский   |
| 94 | Ясенево          | деревня                             | ↗3        | Погорельский   |